# Tipula (Eumicrotipula) unistriata
Tipula (Eumicrotipula) unistriata is een tweevleugelige uit de familie langpootmuggen (Tipulidae). De soort komt voor in het Neotropisch gebied.